# Envane
Envane è un EP del duo di musica elettronica britannico Autechre, pubblicato nel 1997.

## Tracce
1. Goz Quarter – 9:43
2. Latent Quarter – 7:37
3. Laughing Quarter – 7:05
4. Draun Quarter – 10:50

## Formazione
- Sean Booth
- Rob Brown